# Fiestas de San Cayetano

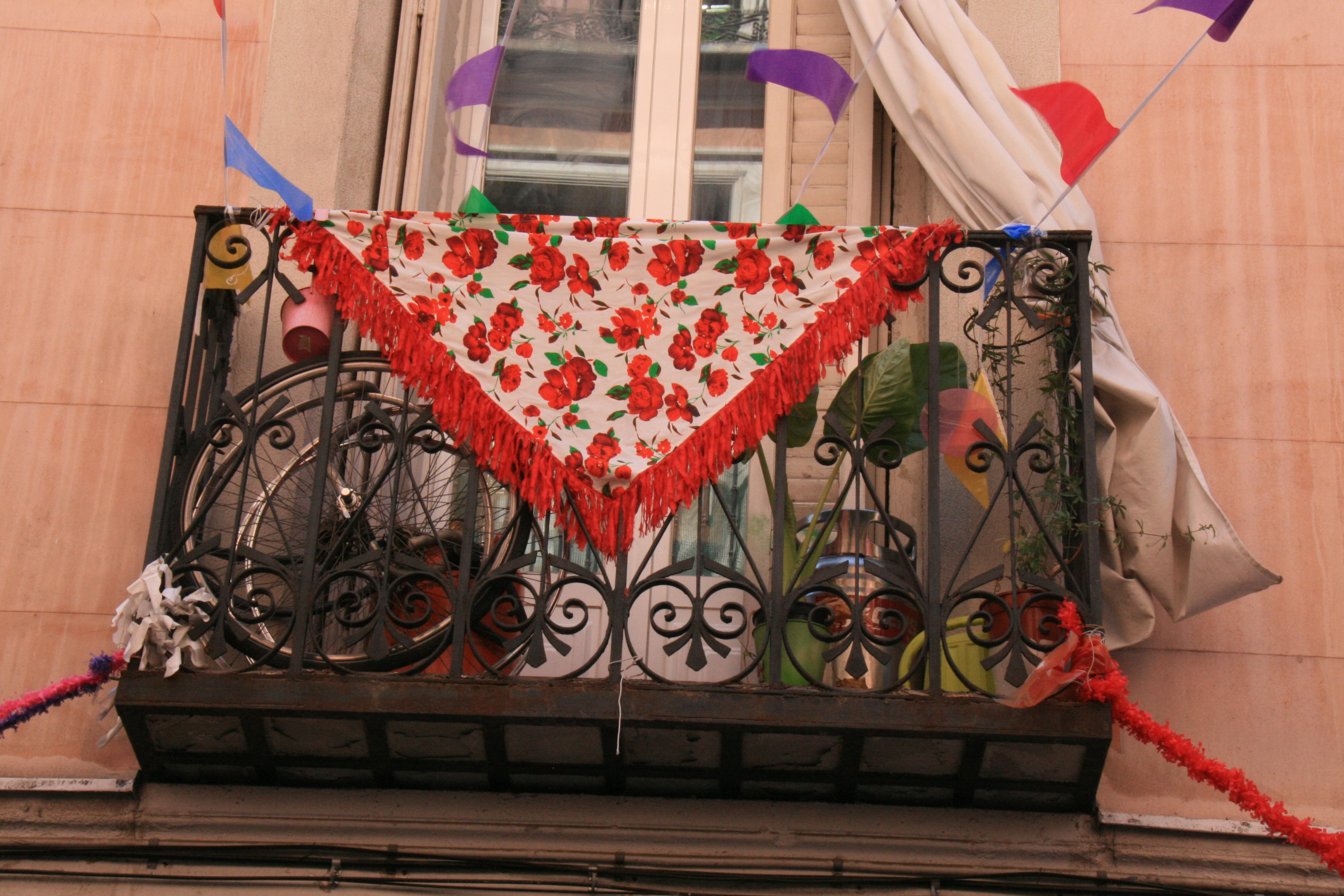
Balcón engalanado con un mantón de Manila en la calle del Oso.

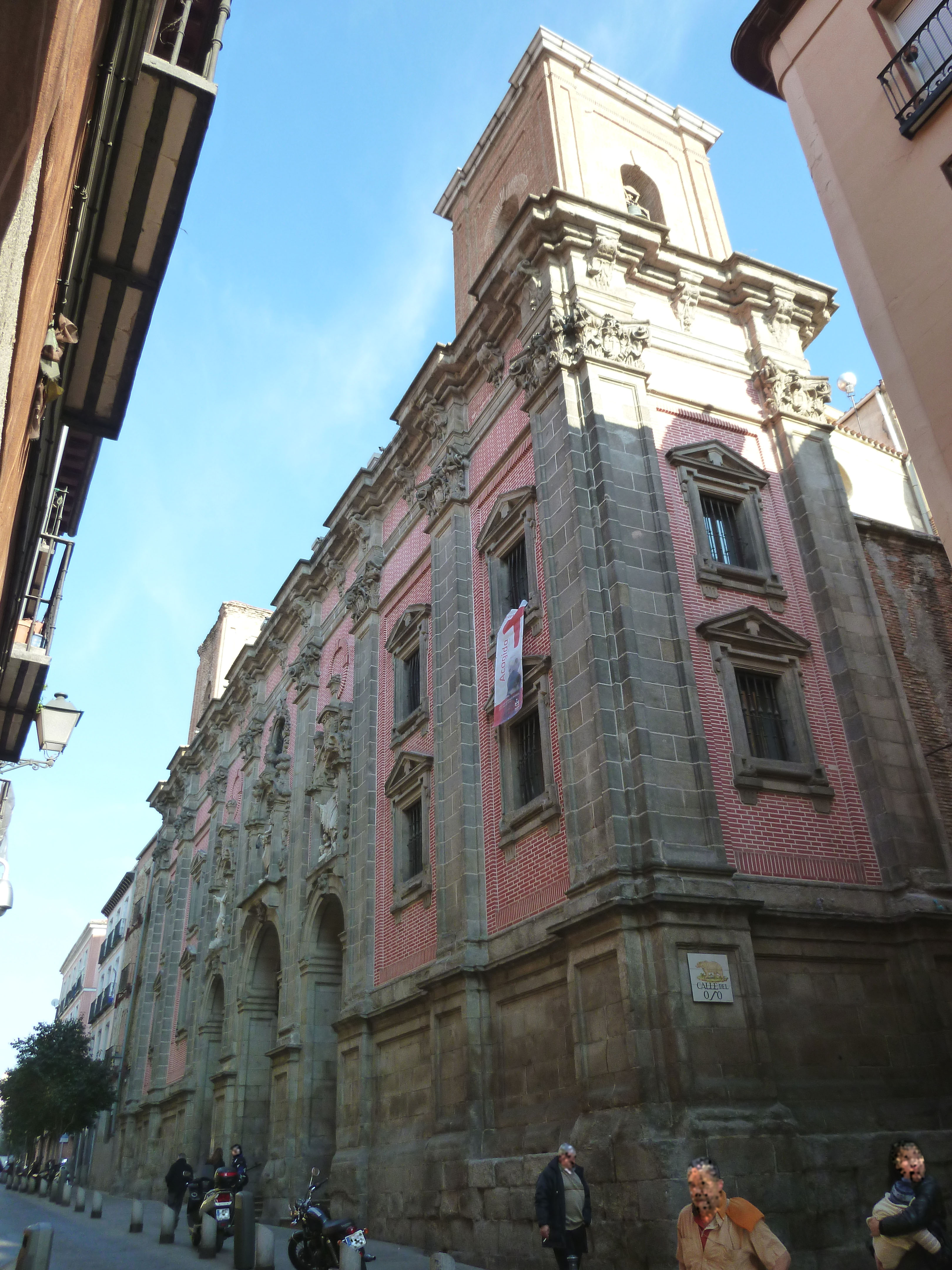
La parroquia de Iglesia de San Cayetano es el epicentro de las fiestas de barrio cada 7 de agosto.

Las Fiestas de San Cayetano (denominada también popularmente como Verbena de San Cayetano) es una festividad celebrada en las calles cercanas a la iglesia parroquial de San Cayetano (Madrid) en honor de San Cayetano de Thiene. Son las primeras fiestas de una 'trilogía' (junto con las fiestas de la Paloma y San Lorenzo) que se celebra en el mes de agosto en el barrio de Lavapiés. Se celebra el 7 de agosto (fecha del fallecimiento de San Cayetano en Nápoles), pero suele haber celebraciones parciales en los días cercanos, a lo largo de las calles del barrio.  Una de las más populares es el engalanamiento de calles y balcones periféricos a la Iglesia.

## Historia
La Iglesia de San Cayetano surge de un oratorio que depende de la parroquia de San Justo, fundado en el año 1612 por Diego de Vela Ordóñez de Villaquirán. Años más tarde los clérigos de regulares de San Cayetano, denominados teatinos, fundan la orden hospitalaria. La iglesia fue trazada por diversos arquitectos a lo largo del siglo XVII y XVIII. El templo pasó a manos de los Franciscanos en el siglo XVIII. Desde la regencia de María Cristina hasta el reinado de Alfonso XIII los reyes asistieron todos los viernes a la capilla de la iglesia, y con ellos nobles. Entre ellos la duquesa de Alba que tuvo especial devoción. La fiesta cesó en 1936 cuando la iglesia fue incendiada. Poco a poco, tras los años de postguerra se fue iniciando de nuevo sus celebraciones. 
La verbena nace a finales del siglo XIX en torno a las celebraciones religiosas, y duraba en Madrid tres días, la víspera, el día del Santo y el día después. Llegando a celebrarse en alguna ocasión durante una semana. Esta situación hizo que la fiesta de San Cayetano se fundiera aparentemente con las celebraciones de San Lorenzo. Las celebraciones religiosas van perdiendo a finales del siglo protagonismo y recae la fiesta finalmente en las celebraciones de la verbena que se instala a lo largo del eje de la calle Embajadores.

## Características
Ocupando como centro la parroquia de San Cayetano, la fiesta se celebra a lo largo de la calle de Embajadores como eje, siendo principalmente en la adyacente la calle del Oso, en la plaza de Cascorro (cabecera del Rastro). San Cayetano es considerado como el protector de las parturientas. Se suele celebrar en la actualidad con concursos de trajes típicos (goyescos, manolos, chisperos). Los días cercanos a la celebración las calles se adornan con guirnaldas de papel y los balcones con mantones de Manila. 